# Хиберниан (женский футбольный клуб)
Женский футбольный клуб «Хиберниан» (англ. Hibernian Women's Football Club) — женский шотландский футбольный клуб из Эдинбурга, аффилиат футбольного клуба «Хиберниан». Основан в 1997 году, как «Престон Атлетик» и переименован в «Хиберниан» в 1999-м году. Многократный обладатель Кубка Шотландии и Кубка Лиги, трёхкратный чемпион Шотландии среди женщин. Один из самых титулованных шотландских женских футбольных клубов.

## История
Изначально клуб был основан в 1997-м году при полу-профессиональном клубе «Престон Атлетик» из городка неподалёку от Эдинбурга. В 1999 году Пол и Иан Джонстоны, менеджеры клуба, обратились к руководству основного «Хиберниана» с предложением создать на базе их клуба женскую комоду — так был создан женский футбольный клуб «Хиберниан».
Свой первый трофей команда выиграла в 2003-м году, победив «Килмарнок» в финале Кубка Шотландии на стадионе Алмондвейл. В сезоне 2003/2004 «Хибс» выиграли 17 матчей из 18 в чемпионате и не потерпев ни единого поражения впервые стали чемпионками страны. Через год «Хиберниан» впервые завоевал первый кубковый дубль — Кубок Шотландии и Кубок шотландской лиги. В сезоне 2006/2007 команда добилась уникального достижения, выиграв чемпионат Шотландии, победив во всех 22-х матчах лиги. Годом ранее «Хиберниан» установил личный рекорд результативности в одном матче, победив «Шетланд» в рамках Кубка со счётом 21-0.
Не смотря на футбольные успехи клуб пребывал в довольно плачевном финансовом положении, в 2008 году возникла реальная угроза расформирования команды. Этого удалось избежать, объединившись с любительской женской командой «Хибс» под эгидой Hibernian Community Foundation и полной реструктуризацией клуба. Из-за этого команду покинули ряд сильных игроков, а новой политикой клуба стало развитие молодых местных футболисток.
Следующие успехи «Хиберниана» связаны с именем главного тренера Уилли Кирка. Бывший тренер одной из юношеских команд клуба он возглавил основу в 2009-м году и в первый же год своей работы привёл команду к победе в Кубке Шотландии. За этим последовали и другие успехи: победа в Кубке Лиги и призовые места в чемпионате. В 2013 году Кирк был назван Менеджером Года среди тренеров женских команд.
После ухода Уилли Кирка в «Бристоль Сити» управление клубом взял на себя его помощник Крис Робертс и успешно продолжил работу своего предшественника. Под его руководством «Хиберниан» в сезоне 2016/2017 впервые сыграл в женской Лиге Чемпионов, это позволило собрать на «Истер Роуд» 2551-о зрителя, что стало рекордом для шотландского футбола в то время. Тем не менее клуб проиграл «Баварии» по сумме двух матчей 1-10.
В период за 2017-2019 годы «Хиберниан» сумел добиться значимых успехов в кубковых соревнованиях. Трижды подряд клуб выигрывал оба шотландских кубка — Кубок страны и Кубок лиги.
Важной вехой в истории «Хиберниана» стал 2020-й год — признавая необходимость развивать шотландский футбол женская команда заключил первые полу-профессиональные контракты со своими футболистками, что означало изменение юридического лица клуба. В 2022-м году клуб полностью перешёл под управление Рона Гордона и юридически стал частью «Хиберниана». Тогда же он поменял свой статус на профессиональный после заключения новых контрактов с рядом игроков и тренеров. При этом академия клуба по прежнему осталась в ведении Hibernian Community Foundation.
30 сентября 2021 года «Хиберниан» установил рекорд посещаемости для женской команды в Шотландии. В тот день более пяти тысяч зрителей на «Истер Роуд» смогли увидеть победу «Хибс» над «Хартсом» в Эдинбургском Дерби. Этот рекорд был побит 29 ноября 2022 года так же в матче против «Хартса» на «Истер Роуд», который посетило 8066 человек. В 2022 году Лора Кеннеди стала первой футболисткой женской команды, введённой в Зал Славы «Хиберниана». Она является самым титулованным игроком в истории клуба.
В мае 2022 года было объявлено. что по итогам сезона команду покинет главный тренер Дин Гибсон. Бывший тренер академии и молодёжной команды клуба возглавлял основной состав на протяжении трёх лет и дважды финишировал на 4-м месте в чемпионате, сыграв важную роль в переходе клуба к профессиональному статусу. Всего в системе «Хиберниана» Гибсон проработал 7 лет и сопровождал целый ряд игроков от юношеской команды до основной. По словам самого тренера, он устал от объёма работы и ответственности главного тренера и хотел бы посвятить время семье. Его сменил бывший тренер «Хибс» (2018—2019) Грант Скотт, который уже выигрывал с клубом Кубок Шотландии и Кубок Лиги.

## Соперничество
По аналогии с мужской командой женская так же считает своим принципиальным соперником городских соседей — женский клуб «Хартс». «Хартс» сумел выиграть только одно дерби из тринадцати в официальных турнирах, самый результативный матч в рамках противостояния закончился победой «Хиберниана» 6-0. Дважды матчи между двумя эдинбургскими командами на «Истер Роуд» устанавливали рекорд посещаемости женского футбола в Шотландии. На данный момент это матч 29 ноября 2022 года, который посетило 8066 человек. C 2022-о года «Хиберниан» и «Хартс» между собой разыгрываю Женский Столичный Кубок. Этот турнир был организован обеими командами для популяризации женского футбола в стране и совместной реализации социально значимых проектов. Первый турнир в 2022-м году выиграли девушки из «Хиберниана». Так же принципиальный характер носят матчи против ещё одной эдинбургской команды - «Спартанс».
Внутри страны у команды давняя история противостояния с самой титулованной женской командой Шотландии «Глазго Сити». Именно девушки «Хиберниана» занимают второе место внутри страны по количеству трофеев. В период с 2011 по 2015 годы «Хибс» проиграли «Сити» пять кубковых финалов. С другой стороны в 2017 году «Хиберниан» сумел обыграть «Глазго Сити» в финале Кубка Шотландии. Обе команды неоднократно боролись между собой за первое место в чемпионате и встречались в финалах кубковых соревнований. В период с 2014-о года «Хиберниан» всего трижды обыграл «Глазго Сити» в 31-м матче.

## Стадион
В сезоне 2021/2022 «Хиберниан» проводил свои домашние матчи на стадионе уровня Премьершипа «Армондвейл», на котором так же играет «Ливингстон» из одноименного города. В случае совпадения матчей клубов была достигнута договорённость об использовании стадиона «Волоунтер Парк», домашней арены полу-профессионального «Армандвейл Тисл», в тридцати километрах от Эдинбурга.
В начале 2022 года «Хиберниан» заключил соглашение о сотрудничестве с «Эдинбургом» в рамках которого женская команда смогла снова играть в родном городе. Новым стадионом и местом проведения тренировок стал стадион «Медоубанк».

## Текущий состав и персонал

### Основной состав
| №  |                         | Поз. | Имя              | Год рождения |
| -- | ----------------------- | ---- | ---------------- | ------------ |
| 12 | Флаг Польши             | Вр   | Даниэла Косинска | 2001         |
| 13 | Флаг Норвегии           | Вр   | Бенни Хааланд    | 1998         |
| 25 | Флаг США                | Вр   | Эйли Теббетт     | 1999         |
| 2  | Флаг Шотландии          | Защ  | Шеннон Лейшман   | 1996         |
| 3  | Флаг Англии             | Защ  | Люси Перри       | 2004         |
| 4  | Флаг Шотландии          | Защ  | Шивон Хантер     | 1994         |
| 6  | Флаг Шотландии          | Защ  | Лия Эдди         | 2001         |
| 7  | Флаг Тринидада и Тобаго | Защ  | Лиана Хиндс      | 1995         |
| 16 | Флаг Шотландии          | Защ  | Элис Нотли       | 1999         |
| 17 | Флаг Шотландии          | Защ  | Джоэль Мюррей    | 2000         |
| 33 | Флаг Англии             | Защ  | Поппи Лоусен     | 2003         |
| 8  | Флаг Шотландии          | ПЗ   | Мишель Макэлони  | 2001         |

| №  |                | Поз. | Имя              | Год рождения |
| -- | -------------- | ---- | ---------------- | ------------ |
| 10 | Флаг Шотландии | ПЗ   | Шеннон Макгрегор | 2001         |
| 11 | Флаг Шотландии | ПЗ   | Рози Ливингстон  | 2005         |
| 23 | Флаг Шотландии | ПЗ   | Рейчел Бойл      | 1991         |
| 24 | Флаг Англии    | ПЗ   | Ава Куйкен       | 2001         |
| 28 | Флаг Англии    | ПЗ   | Брук Нанн        | 1993         |
| 9  | Флаг Шотландии | Нап  | Эйлид Адамс      | 2004         |
| 11 | Флаг Швеции    | Нап  | Нор Мустафа      | 2001         |
| 14 | Флаг Англии    | Нап  | Кэтти Локвуд     | 1998         |
| 15 | Флаг Шотландии | Нап  | Лия Твидди       | 1997         |
| 22 | Флаг США       | Нап  | Кристалл Томас   | 1994         |
| 29 | Флаг Шотландии | Нап  | Кирсти Моррисон  | 2001         |

Источник: Hibernian FC official cite

### Персонал
| Должность                  | Имя           |
| -------------------------- | ------------- |
| Главный тренер             | Грант Скотт   |
| Ассистент главного тренера | Джоэль Мюррей |
| Ассистент главного тренера | Стюарт Холл   |
| Тренер по физ. подготовке  | Мэтью Фенвик  |
| Тренер вратарей            | Скотт Росс    |
| Физиотерапевт              | Тони Томпос   |
| Спортивный терапевт        | Олива Рэпсон  |
| Спортивный терапевт        | Люси Кэмпбелл |

Источник: Hibernian FC official cite 

## Достижения
- Шотландская женская премьер-лига:
  -  Чемпион (3): 2003/04, 2005/06, 2006/07.
  -  Вице-чемпион (9): 2002/03, 2004/05, 2007/08, 2013, 2015, 2016, 2017,  2018, 2019.
- Кубок Шотландии среди женщин:
  -  Победители (8): 2003, 2005, 2007, 2008, 2010, 2016, 2017, 2018.
  -  Финалист (4): 2011, 2013, 2015, 2019.
- Кубок шотландской женской премьер-лиги:
  -  Победители (7): 2005, 2007, 2011, 2016, 2017, 2018, 2019.
  -  Финалист (5): 2007, 2009, 2014, 2015, 2022.

## Известные игроки
- Ким Литтл — воспитанница клуба и бывший игрок основного состава, многократная чемпионка Англии[22].
- Керолайн Вейр — воспитанница клуба и бывший игрок основного состава, дважды лучшая футболистка Шотландии, номинантка на премию Пушкаша[22].
- Лора Кеннеди — самая титулованная футболистка в истории клуба и первая футболистка в Зале Славы «Хиберниана».
- Джоэль Мюррей — воспитанница и капитан команды, играет за клуб с 2004 года, бывший игрок сборной Шотландии.